# Moto Morini
Moto Morini je italská firma zabývající se výrobou motocyklů. 

## Historie
Firma Moto Morini byla založena Alfonsem Morinim v jeho rodné Bologni v roce 1937. Zpočátku stavěl motorové tříkolky s motory o objemu 350 a 500 cm³, ale po začátku 2. světové války byl fašistickou vládou přinucen produkovat součástky pro vojenská letadla. Vzhledem k tomu, že se firma podílela (byť z donucení) na válečné výrobě, byla továrna v roce 1943 vybombardována spojeneckým letectvem.
Po válce se Alfons Morini rozhodl znovu vybudovat firmu. Výrobní prostory přesunul na nové místo v Bologni a začal znovu vyrábět model T125 - dvodobý jednoválec o objemu 125 cm³ es třemi rychlostmi. V roce 1948 vyhrál Raffaele Alberti s motocyklem T125 Competition italský šampionát malých motocyklů.

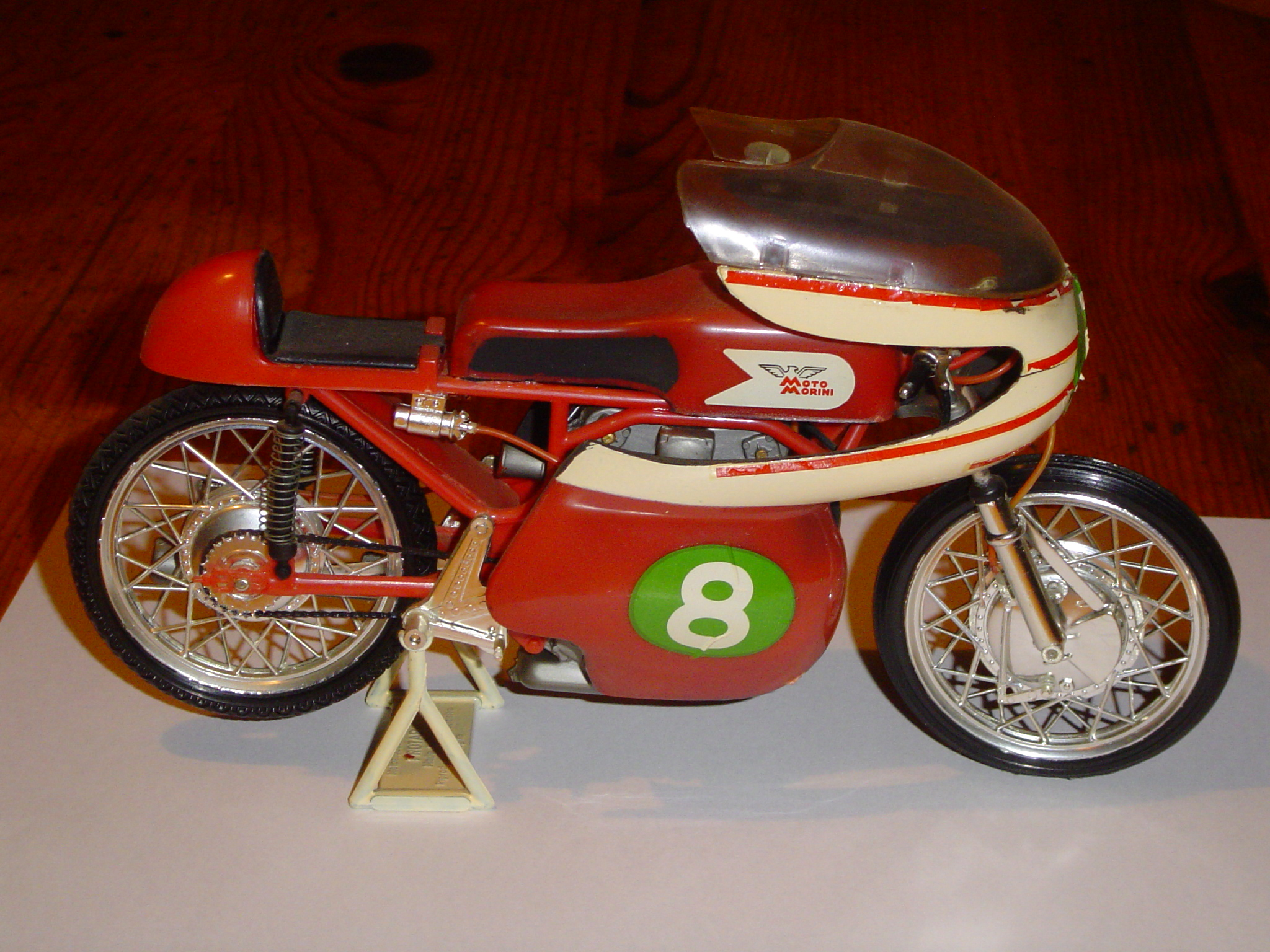
Moto Morini 250 GP (1963) Tarquinio Proviniho

V padesátých letech 20. století zahájil Morini výrobu čtyřdobého motoru 175 cm³ s rozvodem OHV. Během pár let se tato pohonná jednotka postupně objevila v modelech Gran Turismo, Settebello, Rebello, SuperSport a Briscola. V roce 1957 se objevil motor o objemu 250 cm³ a motocykl Rebello 250. V roce 1961 začínal na Moto Morini Settebello svou závodní kariéru Giacomo Agostini.  V letech 1961 a 1962 vyhrál italský šampionát ve třídě do 250 cm³ Tarquinio Provini na Moto Morini 250 GP a v roce 1963 skončil v Mistrovství světa silničních motocyklů na 2. místě za Jimem Redmanem na Hondě.
Šedesátá léta 20. století byla zlatou érou firmy Moto Morini. Firma se obchodně prosadila i v USA a závodní motocykly vyhrály řadu závodů, mj. i Mezinárodní motocyklovou šestidenní.
V roce 1969 zemřel zakladatel firmy Alfonso Morini. Po jeho smrti přebrala firmu jeho dcera Gabriella Morini a o rok později zaměstnala manažera Franca Lambertiniho, kterého přetáhla z Ferrari. Lambertini restrukturalizoval výrobní proces a postavil nový motor. V roce 1972 vznikl model Corsaro Super Scrambler s řadou inovací. Lambertiniho idea napomohla vzniku vidlicového dvouválce, který byl výkonnější i úspornější oproti používaným jednoválcům. Motor o objemu 344 cm³ byl použit u modelu Moto Morini 3 ½ Strada. Následně byl použit i v dalším modelech Moto Morini.
V roce 1977 byl vyvinut dvouválec o objemu 479 cm³, o který se vážně zajímal i Harley-Davidson, ale k dohodě o spolupráci nedošlo vzhledem k tehdejší finanční situaci firmy Harley-Davidson. Nový motor byl použit u modelu Moto Morini 500GT. Později byl zvýšen výkon a model se šestipňovou převodovkou se stal  nejsilnějším a nejrychlejším modelem Moto Morini. Byla vyrobena enduro verze 500 Camel, která byla úspěšná závodně, ale ne obchodně. Po obchodně neúspěšným osmdesátých letech 20. století prodala v únoru 1987 Gabriella Morini firmu Cagivě. V roce 1988 byly vyvinuty modely Dart 350 a Dart 400, s vidlicovým motorem Moto Morini, ale rámem Cagivy. Lambertini dále připravoval nový vidlicový dvouválec, svírající úhel 60 stupňů, ale projekt byl pro nezájem vedení Cagivy zastaven.
V devadesátých letech 20. století došlo až k úplnému zastavení výroby, propuštění zaměstnanců a uzavření továrny. V roce 1996 koupila celý holding Ducati včetně obchodní značky Moto Morini investiční společnost Texas Pacific Group, ale počítala jen se značkou Ducati a Moto Morini jde doslova k ledu.
V dubnu 1999 značku Moto Morini koupil synovec zakladatele Franco Morini. V roce 2005 byl představen velký naked-bike Corsaro 1200, stejným dvouválec byl použit v modelech 9 ½, Sport, Corsaro Avio, Corsaro 1200 Veloce, Granpasso a Scrambler. Prodeje ale neplnily očekávání a při celosvětové finanční krizi na konci roku 2009 byla výroba motocyklů přerušena. Záchranná finanční injekce nepomohla a Moto Morini šla do likvidace.

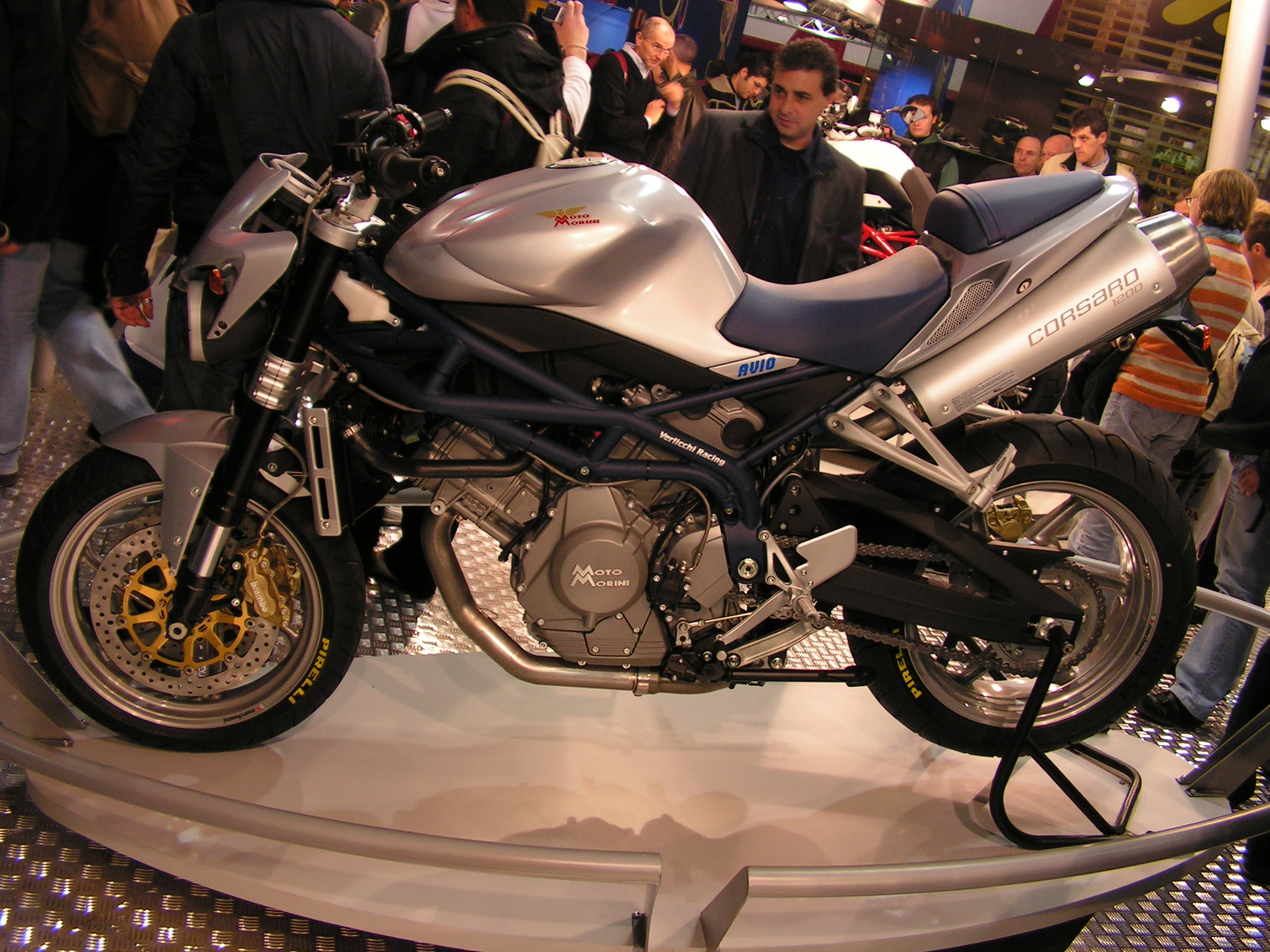
Moto Morini Corsaro 1200 (2007)

V roce 2010 značku Moto Morini koupil Ruggeromassimo Jannuzzelli a zahájil vývoj nových motocyklů a jejich zakázkovou výrobou. Roku 2015 představil novou modelovou řadu a začal s prodejem nové řady modelů Milano, Scrambler 1200 a Corsaro Ti22.

## Modelová řada

### Bývalé modely
- 50 Corsarino
- 125 Turismo
- 125 Sport
- 125 H
- 125 T
- 250 T
- 250 2C(J)
- 175 Briscola
- 175 Turismo
- 175 GT
- 175 Settebello
- 175 Super Sport
- 175 Tresette
- 175 Tresette Sprint
- 3½ Turismo
- 3½ Sport
- 3½ GT
- 350 K2
- Dart 350
- Dart 400

### Aktuální modely
- Corsaro 1200 (1187 cc) 2005 - 2010
- Corsaro 1200 Veloce (1187 cc) 2006 - 2010
- Corsaro 1200 Avio (1187 cc) 2008 - 2010
- 9 ½ (1187 cc) 2006 - 2010
- 1200 Sport (1187 cc) 2008 - 2010
- Corsaro 1200 Veloce (1187 cc)
- 1200 Rebello Giubileo (1187 cc)
- Granpasso (1187 cc)
- Scrambler (1187 cc)

## Galerie

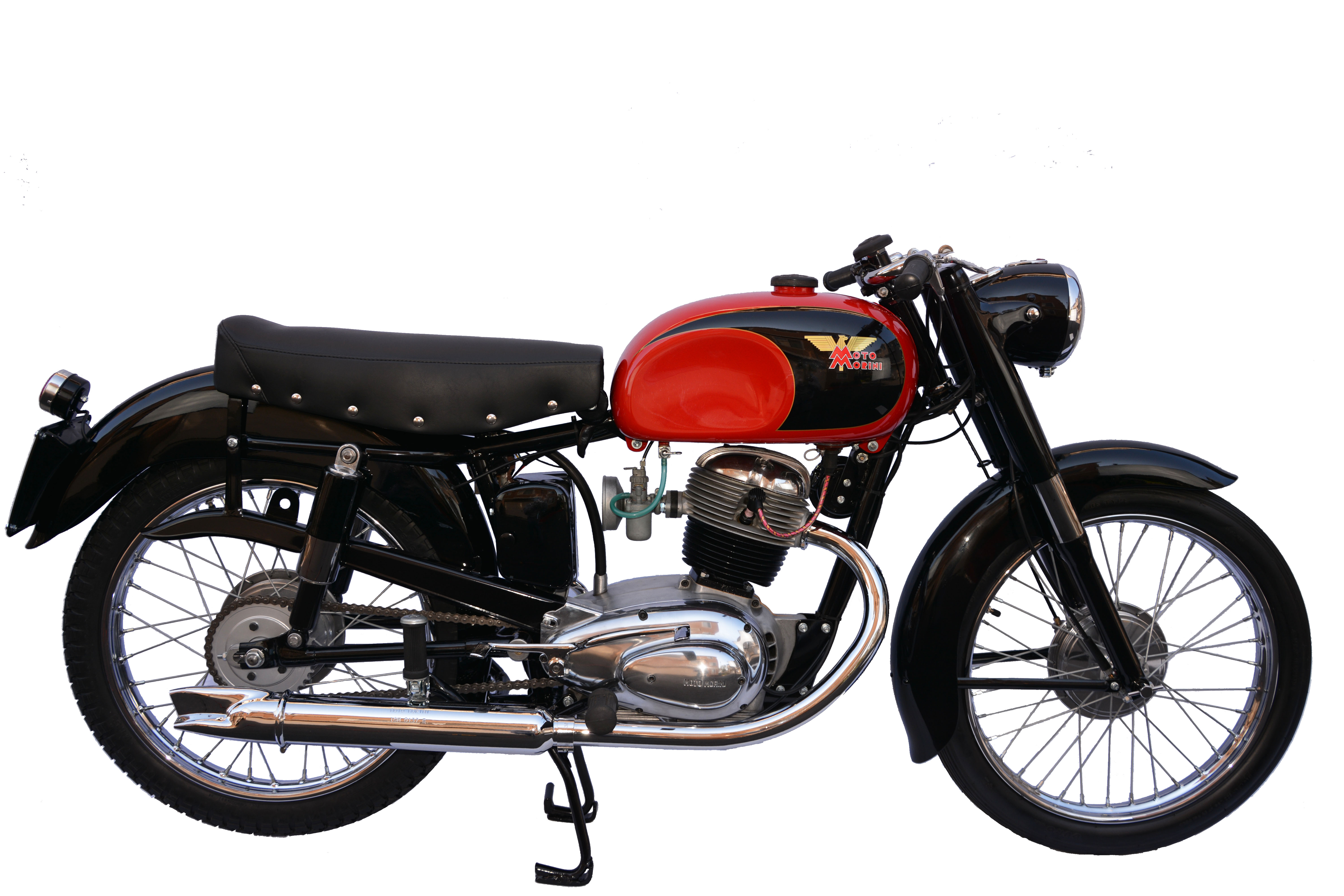
Moto Morini 175 Turismo (1955)
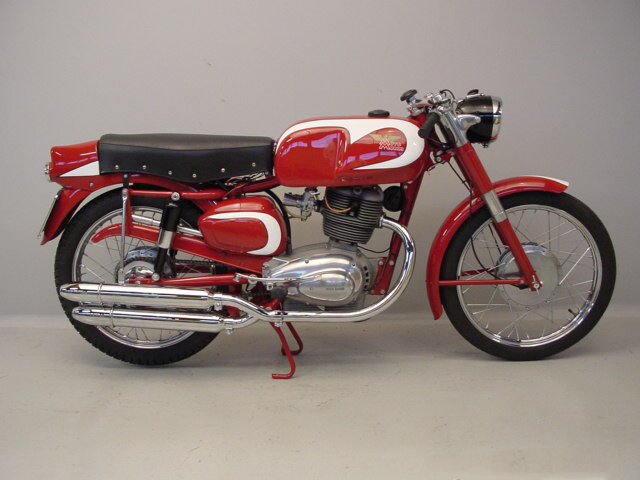
Moto Morini 175 Tresette Sprint (1958)
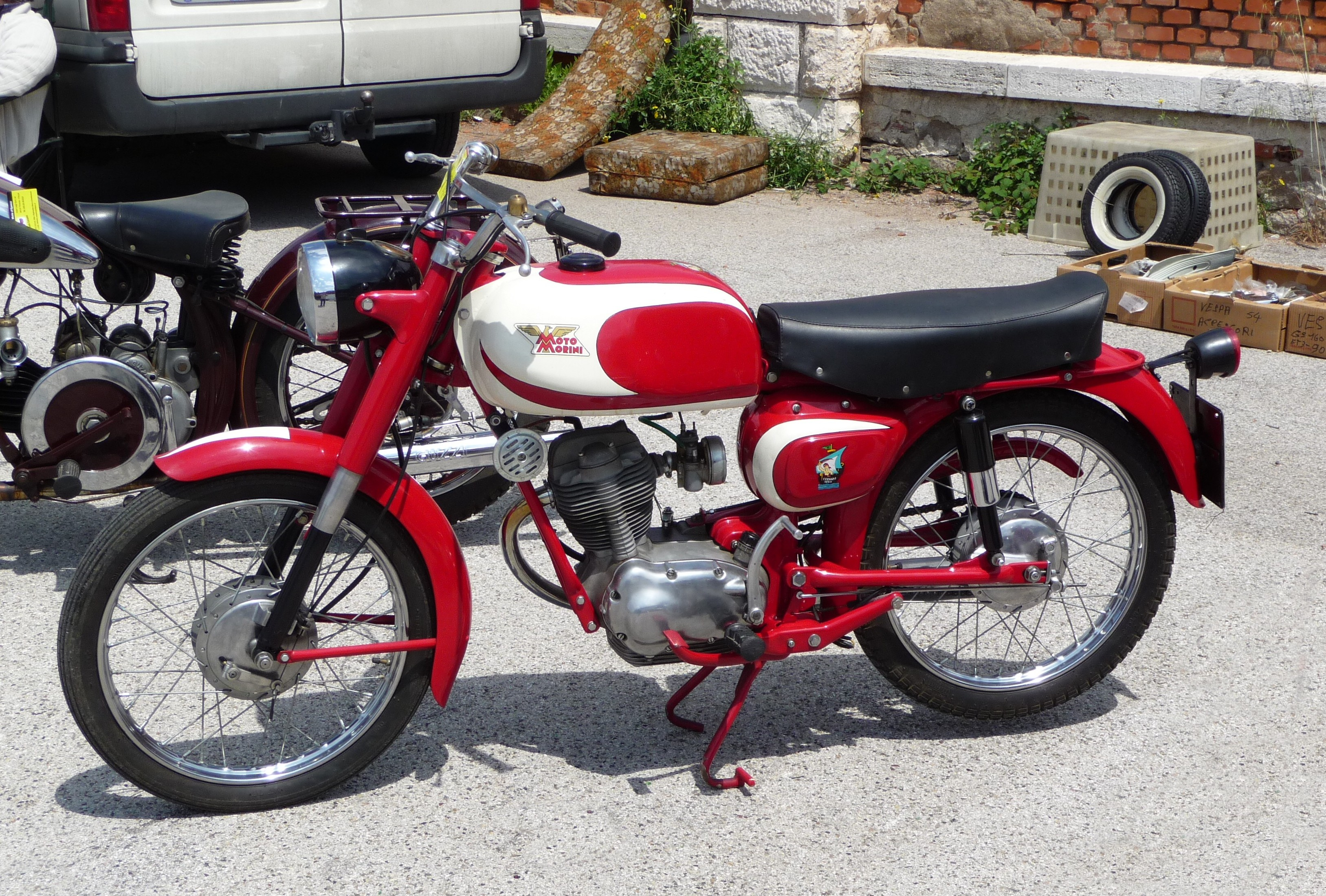
Moto Morini 125 Corsaro (1960)
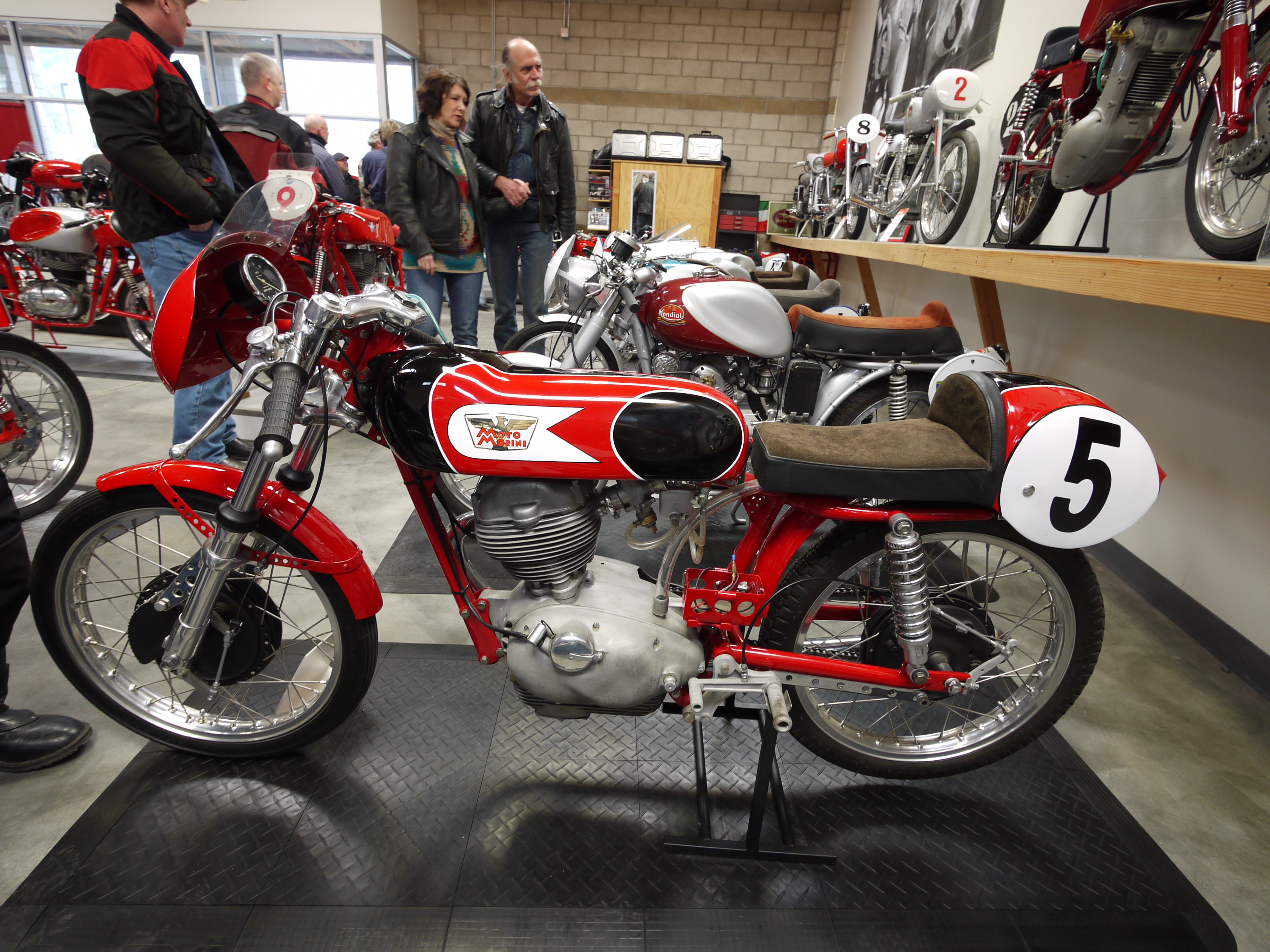
Moto Morini 175 Settebello (1961)
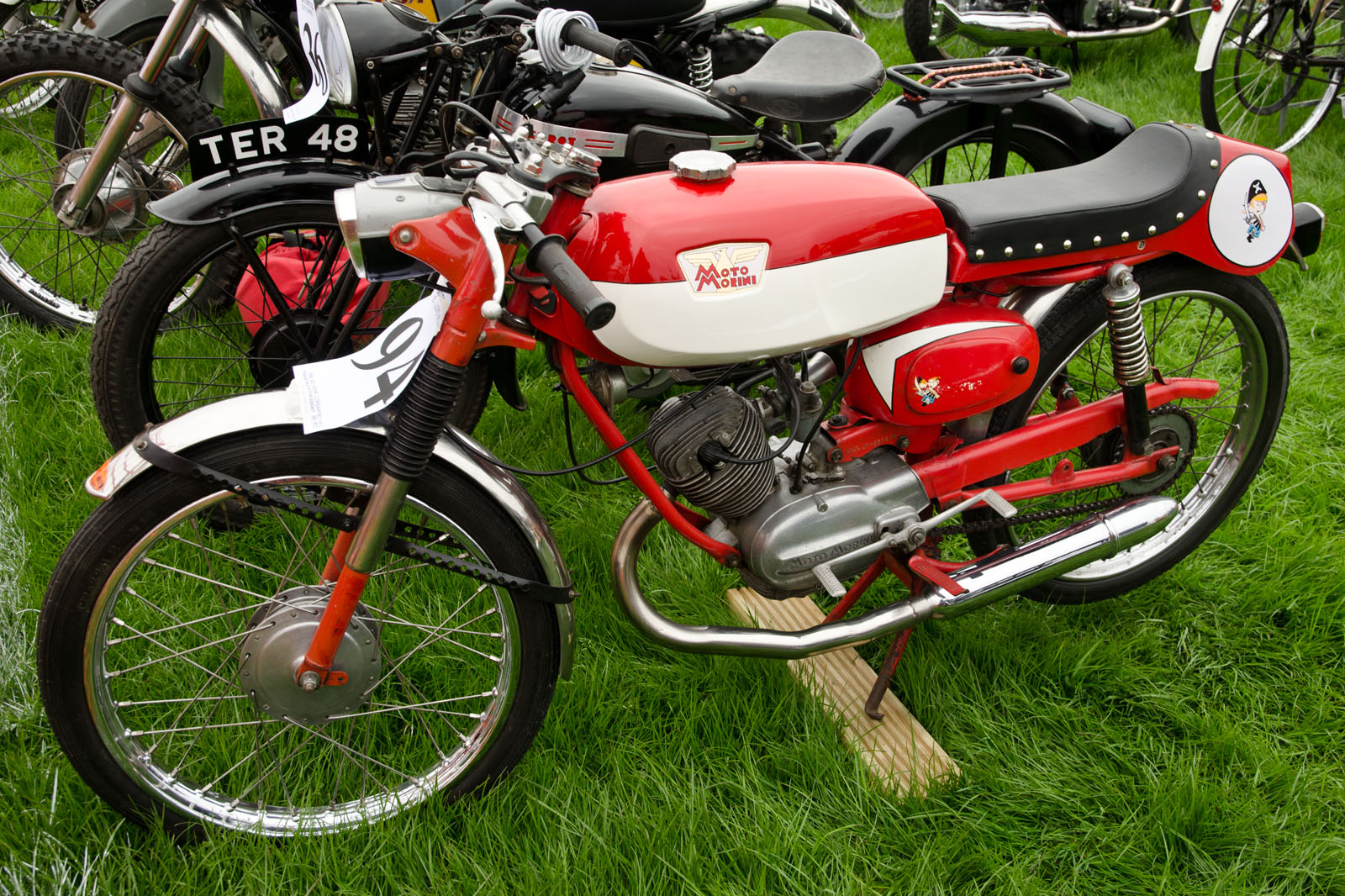
Moto Morini 50 Corsarino (1968)
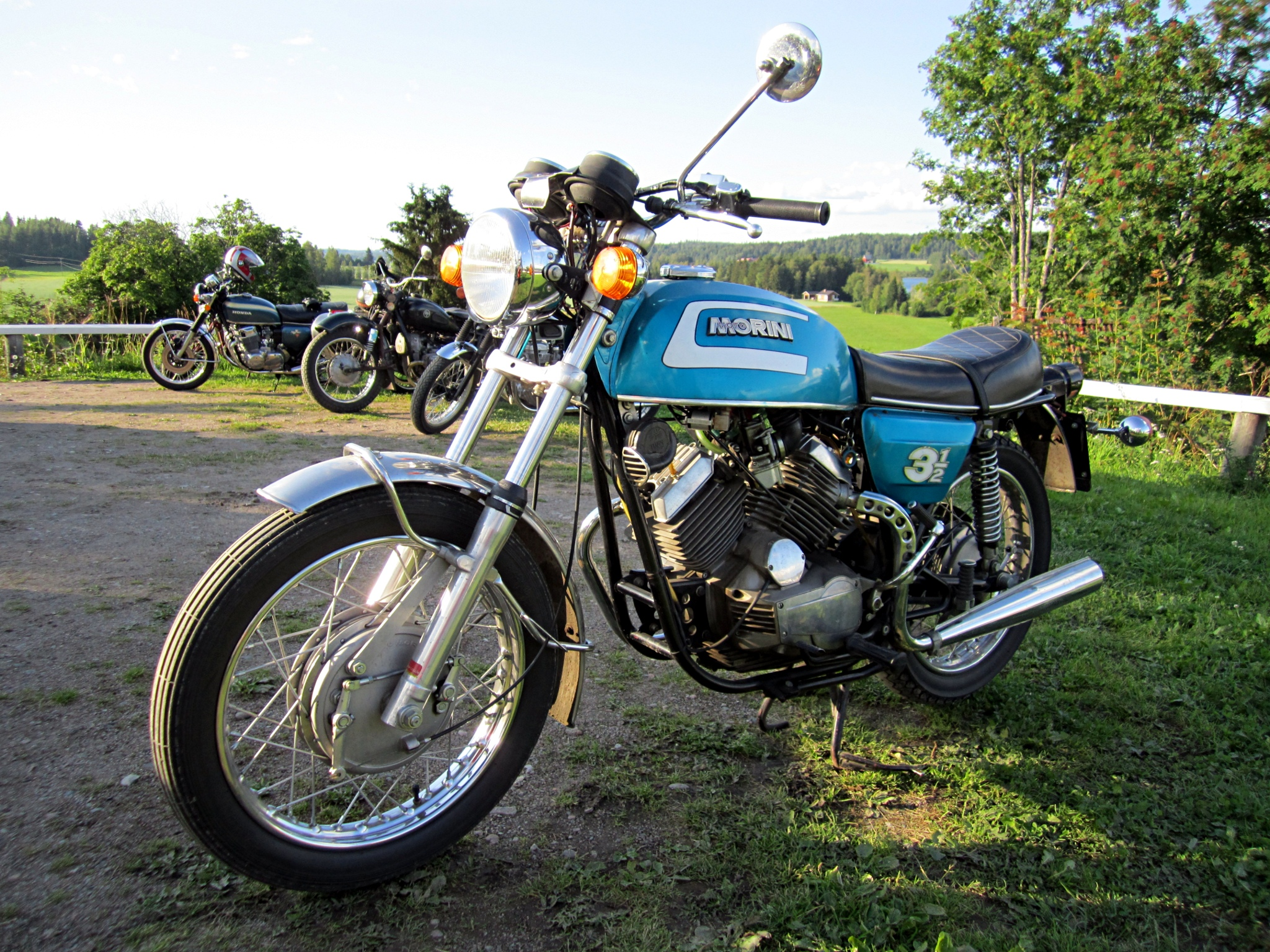
Moto Morini 3½ GT (1974)
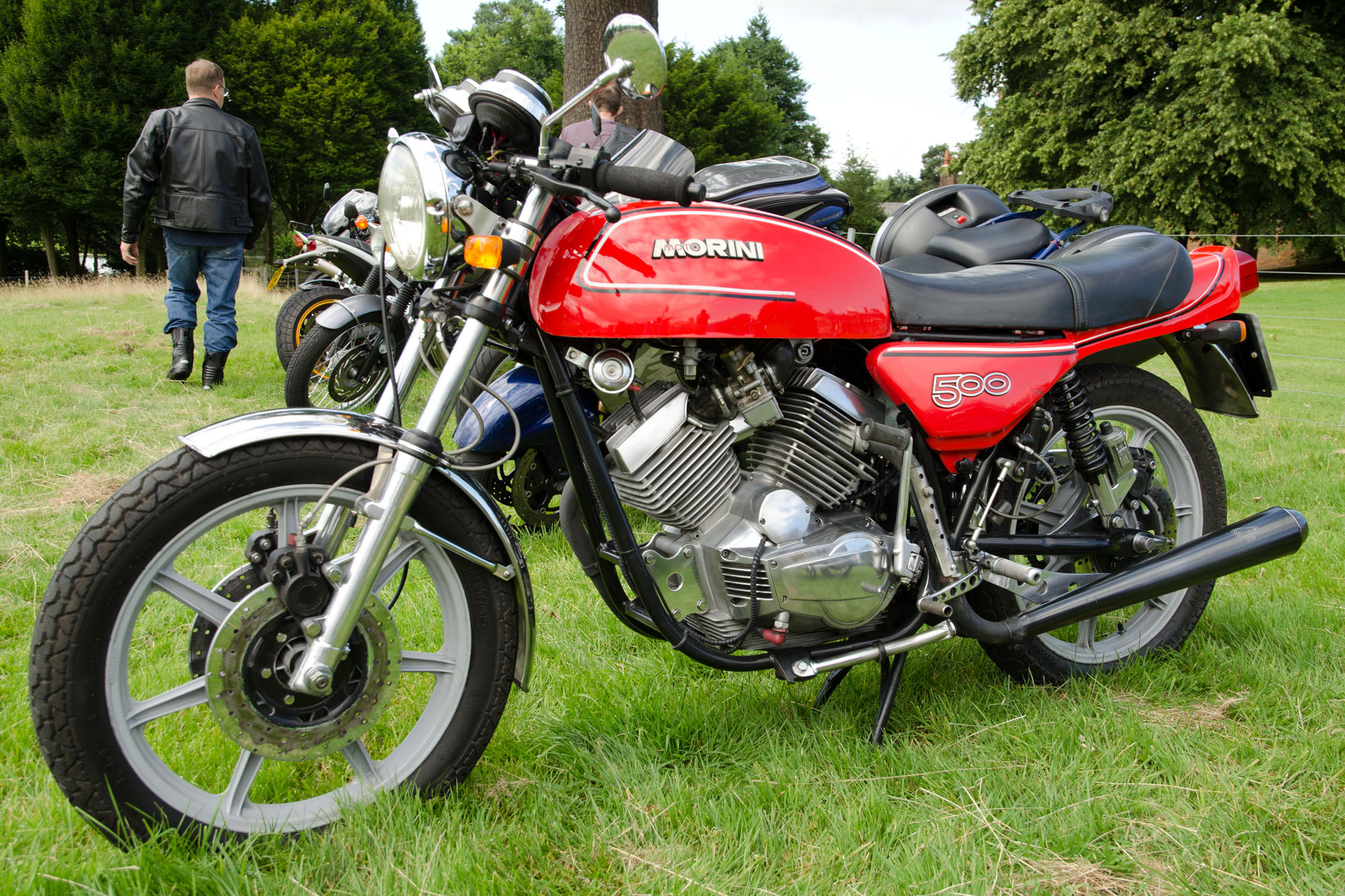
Moto Morini 500 (1979)
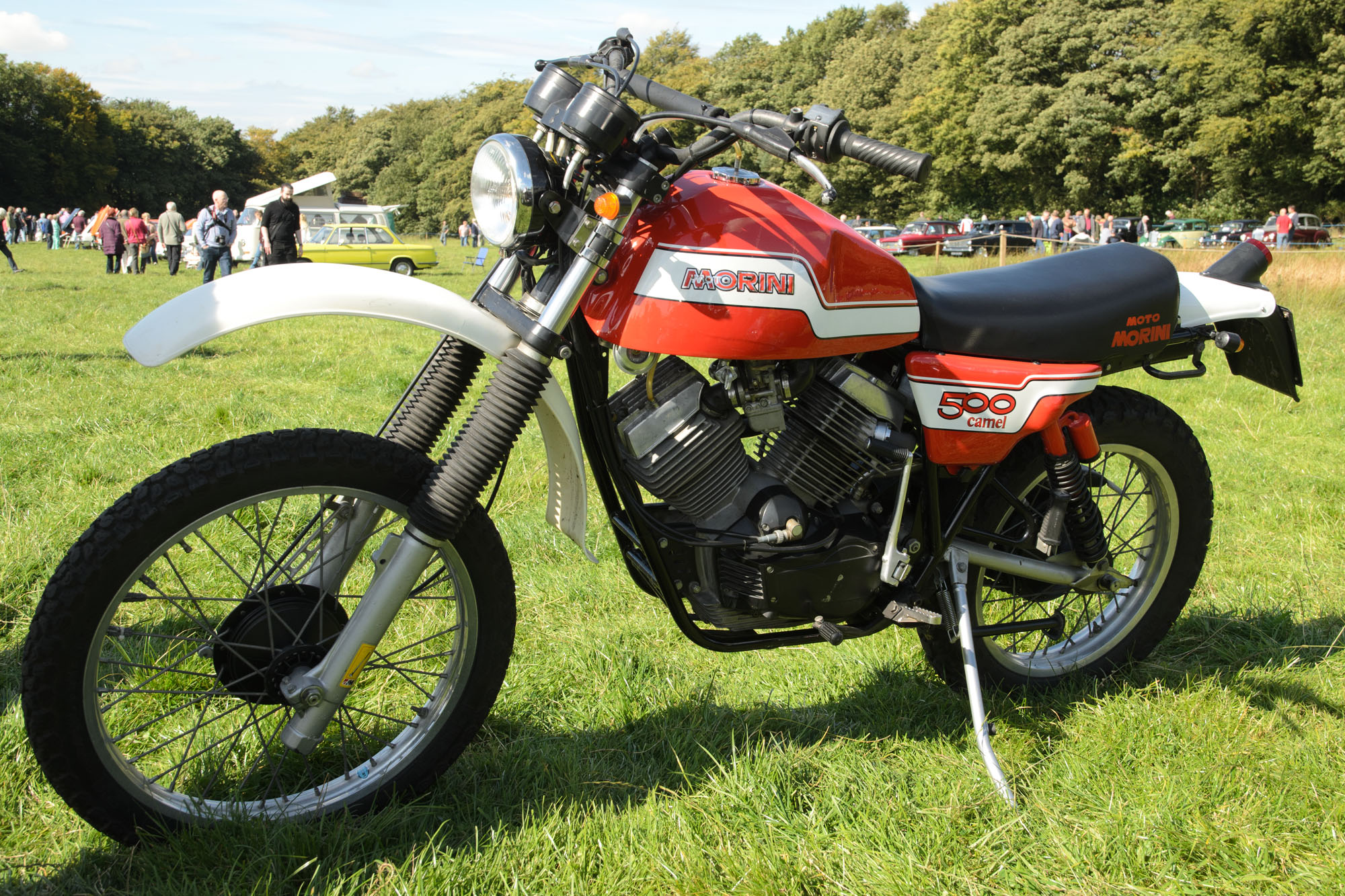
Moto Morini Camel 500 (1981).jpg
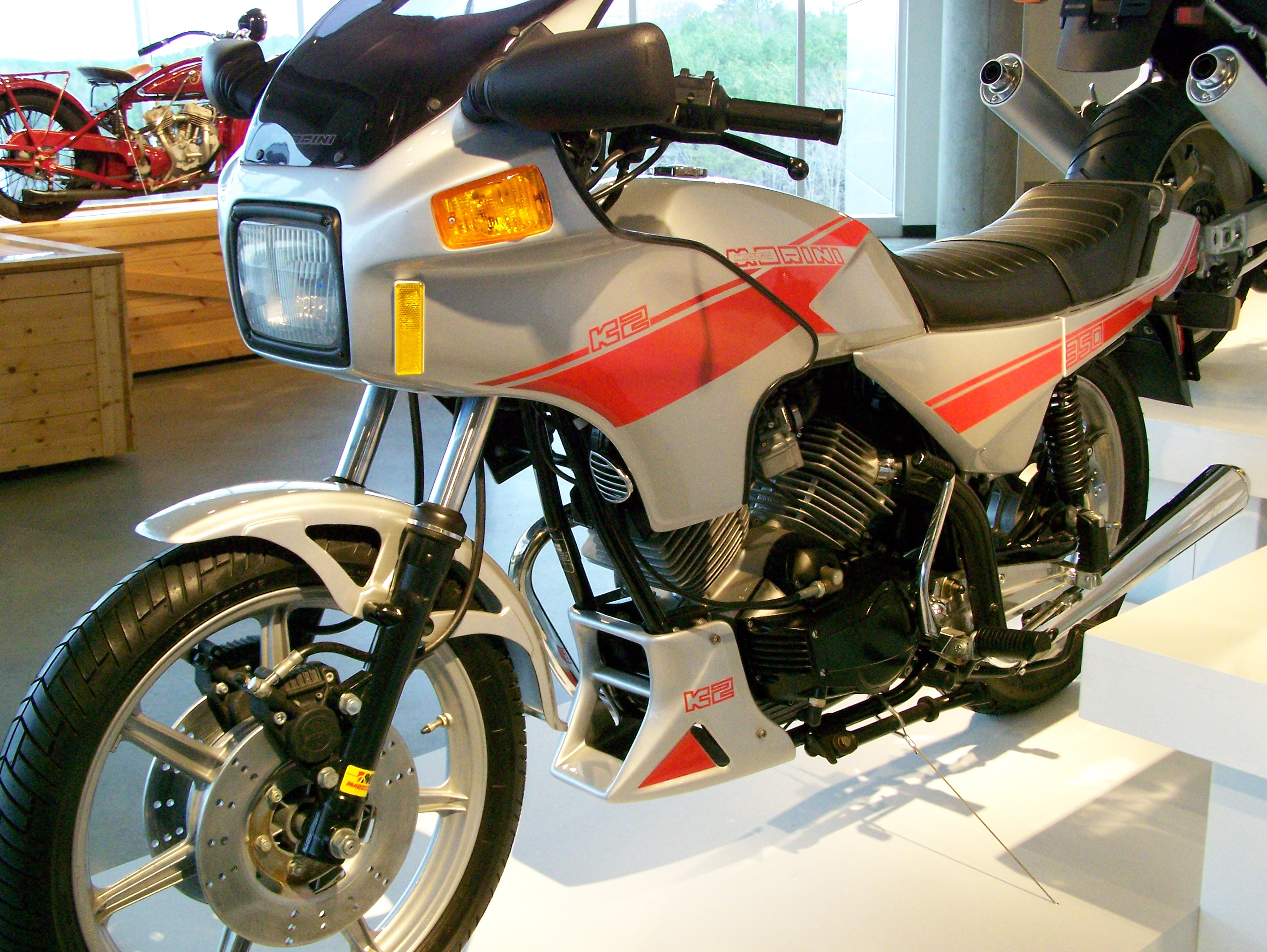
Moto Morini 350 K2 (1986)